# 丸呑みフェティシズム

ファーリー・ファンダム、サイズフェティシズムと残虐性を伴わない丸呑みの漫画イラスト

丸呑みフェティシズム（まるのみフェティシズム、Vorarephilia）は、人間や動物が他の巨大な生物に生きたまま丸呑みされてしまうシチュエーションを好むフェティシズムの一種である。カニバリズム（人肉食）とは明確に区別される。英語では「Vorarephilia」或いはただ単に「vore」と言うが、ギリシャ語で「食べる」と言う意味の「φαγοσ（phagos）」から「Phagophilia」と言う呼称も使われる。

## 概要
この嗜好は倫理的問題もあり（カマキリの共食いのような生物固有の習性を除けば）ほとんどフィクション上の描写にしか依拠すべきものが存在しない。
捕食者は実在する生物であればヘビやワニ、クジラ、被食対象が小動物であればイヌやネコを始めとする肉食獣、或いはウツボカズラのような食虫植物もあり、架空の生物であればドラゴンなどである。また、スライムに取り込まれ内部で溶かされて同化するようなシチュエーションも含まれる場合がある。また、いわゆるサイズフェティッシュの一種である巨人が普通の人間を、もしくは普通の人間がシュリンカー（縮小された人間）を踊り食いする描写もこれに含まれる。

## 丸呑みのタイプ
フェティシズムの対象とされる丸呑みは、残虐性を伴うか否かで2種類に分けられる。

### 残虐性を伴わない丸呑み
捕食者が被食対象の体を噛みちぎったり、胃の中で消化してしまう描写を伴わないタイプの丸呑み描写は「Softvore」と呼ばれる。このような描写の代表的なものはグリム兄弟による改作以降の「赤ずきん」や、カルロ・コッローディ「ピノッキオの冒険」の終盤でフカ（ディズニーの改作以降、たびたびクジラに置き換えられる）に呑み込まれる場面である。また、ネコが小動物を追い回し、口に入れるが呑み込むには至らないと言う描写はアメリカのカートゥーンで頻繁に見られる。

### 残虐性を伴う丸呑み
捕食者が被食対象の体を噛みちぎったり、胃の中で消化してしまうような残虐性を伴うタイプの丸呑み描写は「Hardvore」と呼ばれる。「ジョーズ」や「クロコダイル」と言った怪物映画がこれに該当する。

## サイズフェティシズムと丸呑み
巨人（ほとんどの場合、巨大娘）が普通の人間を、或いは普通の人間がシュリンカーを丸呑みする「被食」描写はサイズフェティシズムの主要なシチュエーションの一つである。また、サイズフェチの嗜好自体が圧倒的に男性で占められている関係上から女性が男性を、或いは女性同士の丸呑み描写がほとんどである。
Softvoreの場合は消化器を生殖器と同様に性愛の対象と捉える描写がより重視され、胃液による消化作用は極度に薄められるか、被食者にスーツを着せたり潜行艇に乗り込ませるなど何らかの防護策を取らせることが多い。被食者が嘔吐・排泄・その他の経路（映画「ミクロの決死圏」の場合は涙腺）から脱出するまでの行程もストーリー性を持たせるために描かれる場合があるが、当然ながら脱出方法が排泄である場合の被食はスカトロジー（糞尿趣味）とも関連づけられることになる。
Hardvoreの場合は消化・吸収され異性と一体化することが重視されるが、中には消化の苦痛のみを強調した猟奇的な傾向の強い描写も存在する。

## Furryの丸呑み
欧米では「Furry」と呼ばれる擬人化された動物（いわゆる「ケモノ」）による丸呑みと、丸呑みした後に腹部が膨張したシチュエーションがしばしば描かれる。また、上半身が人間の女性で下半身がヘビと言う特徴が好まれるからかナーガによる人間の丸呑みも描かれることが多い。

## 主な作品
小説
- 赤ずきん（グリム兄弟）
- ピノッキオの冒険（カルロ・コッローディ）

映画
- クロコダイル
- ジョーズ

動画
- 進撃の巨人
- ひそねとまそたん

テレビドラマ
- 世にも奇妙な物語「恐怖のカラオケ歌合戦」

漫画
- あばしり一家（永井豪、最終話「ほういん大子の巻」）
- 西遊少女隊（山本貴嗣）
- ときめきトゥナイト（池野恋、りぼんマスコットコミックス第2巻）
- ドラゴンボール（鳥山明）
- ニニンがシノブ伝（古賀亮一）
- ドラえもん（藤子・F・不二雄、「たとえ胃の中、水の中」）

コンピュータゲーム
- こんな魔法少女…アタシはレミィ（WINTERS）
- 摩訶摩訶（シグマ商事）
- 丸呑み（ベェーカリィー）
- 捕食ゲーム（すたじおもみじ）